# Biblioteca Centrală Universitară "Mihai Eminescu"

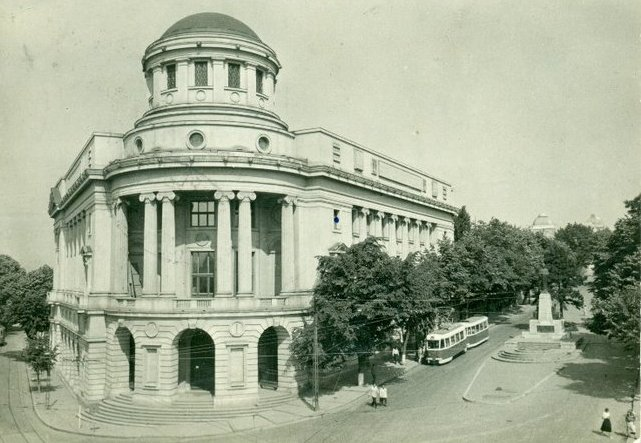
La biblioteca in una vecchia cartolina

La Biblioteca centrale universitaria Mihai Eminescu di Iași (in romeno Biblioteca Centrală Universitară "Mihai Eminescu" din Iași) è a servizio dell'Università Alexandru Ioan Cuza, in Romania.

## Storia
La biblioteca è stata fondata l'8 novembre 1839 e inaugurata il 23 novembre 1841, per proseguire l'attività della celebre antica biblioteca dell'Academia Vasiliană, fondata nel 1640. In stretta collaborazione con l'Academia Mihăileană, fondata nel 1835, ebbe la doppia funzione di biblioteca universitaria e biblioteca pubblica. Nel 1860, allorché l'accademia fu trasformata nell'Università di Iași, la biblioteca prese il nome di "Biblioteca centrale universitaria di Iași". A ogni modo, la sua funzione di biblioteca universitaria fu presto mutata, poiché nel 1864 il Regolamento per le biblioteche pubbliche la trasformò nella "Biblioteca statale centrale di Iași", con una funzione di biblioteca nazionale, senza che tuttavia perdesse il suo ruolo di biblioteca universitaria. Questo doppio profilo proseguì fino al 1916, quando la biblioteca tornò al suo nome attuale.
Quando fu fondata, l'Università di Iași aveva tre facoltà, a cui si aggiungeva la sezione teologica: giurisprudenza, filosofia e scienza. La specializzazione scientifica e tecnica ebbe inizio quasi subito. Dopo diverse proposte avanzate da Dimitrie Gusti nel 1913 e nel 1914, la biblioteca fu riorganizzata nel 1932 secondo il sistema proposto da Bernhard Harms e Wilhelm Gülich. Fu nuovamente riorganizzata nel 1948, dopo la Seconda guerra mondiale, quando il patrimonio librario era cresciuto dai 600 volumi della collezione originaria a 1 500 000 volumi. Nel 2007 si era aggiunto un altro milione di volumi. Fra questi sono notevoli i manoscritti, gli incunaboli e i libri rari provenienti da biblioteche monastiche e private, attraverso donazioni e acquisti.
Mihai Eminescu e Bogdan Petriceicu Hasdeu sono stati direttori della biblioteca.
Dalla sua fondazione fino al 1860, la biblioteca era ospitata nell'edificio dell'Academia Mihăileană, in seguito demolito. Indi trovò spazio nell'antica sede dell'università, che oggi ospita l'Università di Medicina e Farmacia "Grigore T. Popa" e nella nuova sede universitaria, che oggi ospita l'Università tecnica Gheorghe Asachi fino alla fine della Seconda guerra mondiale, quando fu traslata nell'edificio della biblioteca della Fondazione Re Ferdinando I, inglobandone i fondi librari.
Quest'edificio era stato costruito fra il 1930 e il 1934 dall'ingegnere Emil Prager su progetto dell'architetto Constantin Iotzu. Gli interni sono rivestiti con marmo di Carrara e mosaici veneziani, mentre la facciata è decorata con colonne ioniche, pilastri neo-dorici, timpani triangolari e medaglioni con i ritratti di importanti figure culturali.